# 줄기세포

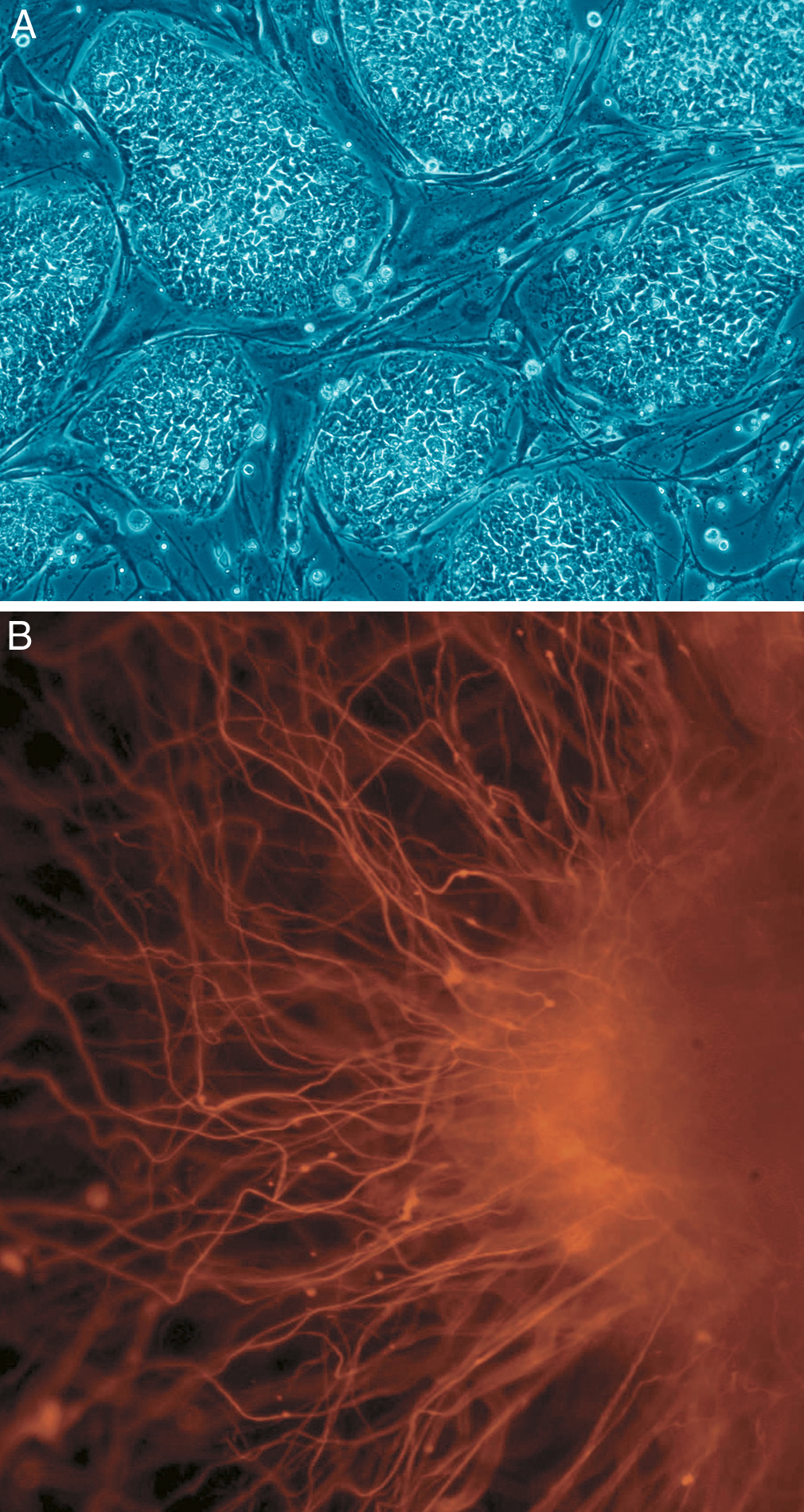
초기 배아단계의 줄기 세포.

줄기세포(-細胞, 영어: stem cell)는 배아 또는 성체에 있는, 여러 종류의 조직으로 분화할 수 있는 미분화 세포다. 실제로 태생기 전능세포(pluripotent cell)를 지칭한다. 줄기 세포는 주로 초기 분열 단계의 배아로부터 채취된다. 이 단계의 세포는 아직 장기(臟器) 형성 능력이 없으므로 사전에 입력하는데 따라 특정하게 선택한 세포계(cell line)로 배양될 수 있다. 간세포(幹細胞), 모세포(母細胞)라고도 한다. 현재 세계 각국에서 경쟁적으로 줄기 세포 연구를 진행 중이다. 줄기 세포를 인류가 적절히 통제할 수 있는 기술이 확보된다면 질병 치료의 신세계가 열리게 된다. 장기 이식이 매우 손쉽게 이루어질 수 있기 때문이다. 종류에는 배아줄기세포와 성체줄기세포가 있다. 배아줄기세포의 경우에는 모든 세포로 분화할 수 있다는 특징이 있고 성체줄기세포의 경우에는 특정 세포로만 분화한다는 특징이 있다.

## 종류
줄기세포는 인간 배아를 이용한 배아 줄기세포(embryonic stem cells)와 혈구세포를 끊임없이 만드는 골수세포와 같은 성체 줄기세포(adult stem cells)와  인간 체세포를 이용한 유도 만능 줄기세포(iPS cells)가 있다.

### 배아줄기세포
배아줄기세포(Embryonic stem cells)는 남성의 생식세포인 정자와 여성의 생식세포인 난자의 수정으로 생성된 수정란에서 유래한다. 어머니 뱃속에서 아기로 성장할 때 약 2조개의 세포가 생기는데 배아줄기세포는 이러한 다양한 종류의 세포로서 분화할 수 있는 능력을 가진다. 전분화능 줄기세포(Pluripotent Stem Cell)라고도 한다. 대량 증식이 가능하며 거의 모든 신체세포로 분화가 가능하며 면역 거부반응이 없다. 그러나 분화 조절이 어려워 암세포로 될 가능성이 있어 기술의 정밀함을 요구하며, 수정란의 파괴로 윤리적 문제가 제기될 수 있다.

#### 배아줄기세포의 분화능

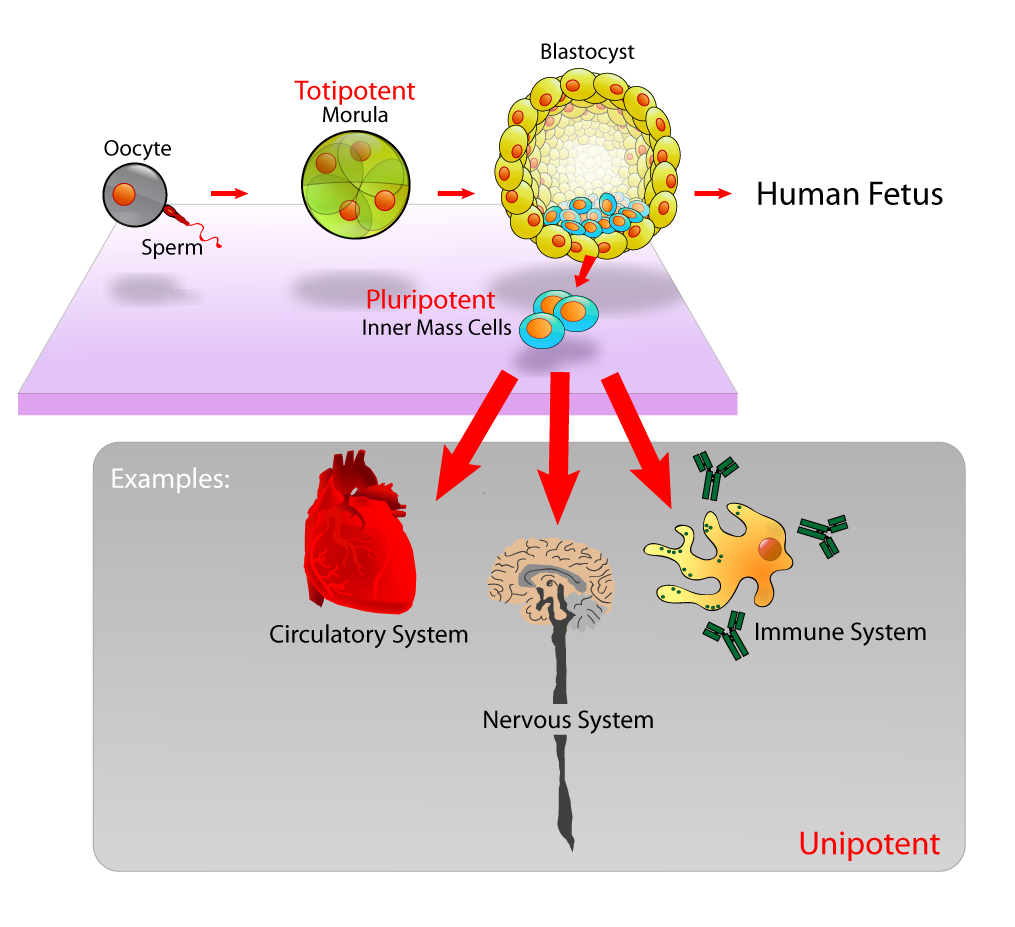
배아줄기세포가 분화되는 과정의 모식도.

배아줄기세포의 분화능(Differentiation capacity)은 다음과 같다.
- 전능성

전능성(Totipotency)이란 개체를 형성할 수 있는 분화능을 말하며, 세포 하나하나가 한 개체로 분화가 가능하다. 임신 초기에 수정란이 갈라지면서 일란성 쌍둥이가 생기는 것과 같은 원리이다.
- 만능성

만능성(Pluripotency)이란 태아나 성체의 모든 세포로 가는 분화능을 말하며, 초기 수정란이 분열하면서 여러 장기로 분화되기 전 단계의 세포로써 이러한 세포는 심장, 췌장, 간, 피부, 신경 등등 다양한 장기로 분화가 가능하다.
- 다분화성

다분화성(Multipotent)이란 세포계에 속한 몇몇 세포종으로 분화하며, 성체 줄기세포에서 추출한다.
- 이분화성

이분화성(Bipotent)이란 두 종류의 세포로 분화 가능한 줄기세포를 말한다.
- 단일 분화성

단일 분화성(Unipotent)이란 오직 한 종류의 특정 세포로 분화 가능한 줄기세포를 말한다.

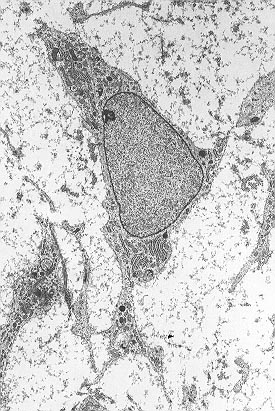
중간엽줄기세포(mesenchymal stem cell)는 뼈를 형성하는 조골세포(osteoblast)와 연골세포(chondrocyte)로 분화할 수 있다

### 성체줄기세포
성체줄기세포(Adult Stem Cell/ Tissue-specific Stem Cell)는 신체 각 조직에 극히 소량만이 존재한다. 특정한 조직을 구성하는 세포로 즉, 골수세포는 혈구세포로, 피부줄기세포는 피부로, 후각신경세포는 후각신경세포로만 분화되도록 정해진 세포이다. 대표적인 예로 다능성 조혈모세포가 있다. 항상 우리 몸을 건강한 상태로 유지하는데 필요로 하는 최소한의 세포를 제공해 주는 세포이다. 어떤 손상이 발생하면 다른 장기에 있던 줄기세포가 몰려와서 손상된 조직으로 변하는 분화의 우연성이 있다. 분화가 안정적이어서 암세포 가능성이 없고, 이미 임상적 적용이 가능한 단계까지 왔다. 배아줄기세포와는 다르게 수정란의 파괴가 없어서 윤리적으로도 문제가 되지 않는다. 그러나 얻을 수 있는 줄기세포 수가 적고, 배양이 어려우며 특정 세포로만 분화가 가능한 단점이 있고, 또 면역 거부 반응 때문에 기증, 공여가 안 된다.

### 유도만능줄기세포
유도만능줄기세포(Induced Pluripotent Stem Cells - iPS cells or iPSCs)는 ips세포로 흔히 불리며 신체 어느 곳을 이용해도 배아줄기세포와 같은 성질의 줄기세포로 역분화가 가능하다는 장점이 있다. 초기화 또는 역분화라는 말로도 쓰이며 둘의 의미는 사실상 같다. 2007년 일본의 과학자 야마나카 신야를 필두로한 야마나카 팀이 최초로 쥐를 이용한 역분화에 성공하여 인간 신체의 어느 부분을 이용해도 배아줄기세포와 같은 줄기세포를 만들 수 있다는 희망을 얻을 수 있게 하는 21세기 생명공학의 엄청난 업적이다. 화상 환자나 팔다리를 후천적으로 잃은 환자, 척추 마비가 있는 환자들에게도 엄청난 희망을 줄 수 있는 보고이다. 이 분야는 일본이 일찍 선두를 차지했으나 결과적으로는 미국이 모든 줄기세포 분야에서 선두를 차지하게 되었다.

### 세포 외 기질 치료
세포 외 기질 치료는 돼지 방광에서 추출한 가루를 주축으로 하는 치료로 현재는 다양한 재료로 시험에 쓰이고 있다. 도마뱀의 재생 능력 자체에 착안하여 고안된 치료법으로 잘린 손가락이 신경 등을 포함 100% 원상복구 되는 연구 결과와 화상 환자의 피부가 100% 가까이 완쾌되는 보고 등이 이어지며 줄기세포 치료의 메카로 떠오르고 있다. 하지만 연구 단계로써 13년 정도의 기간이 소요되면 대중화가 될 것으로 기대되고 있다. 모든 줄기세포 연구는 다방면에서 시행되어야 하며 세포 외 기질 치료 방법도 그 중 하나일 뿐이다.

## 성체줄기세포 치료의 종류
유전자 치료(gene therapy)는 특정한 질병의 치료를 위해 해당 질병과 관련이 있는 유전자를 세포에 첨가하여 유전적 결함을 치료하거나 새로운 기능을 추가하는 치료법이다. 세포에 유전자를 첨가하기 위해서는 운반체가 필요한데, 주로 바이러스(virus)가 이 운반체 역할을 담당한다.
줄기세포는 자가분열(self-renew) 능력을 가져 기존의 유전자 치료의 문제인 번거로운 치료 과정과 횟수를 줄일 수 있기 때문에, 알려진 연구가 많지 않음에도 좋은 유전자 치료의 재료가 될 가능성을 인정받고 있다. 현재까지는 아래에 언급하는 것과 같이 주로 성체줄기세포(adult stem cell)를 이용한 유전자 치료가 연구되고 있다.

### 조혈모세포
조혈모세포(hematopoietic stem cell)는 탯줄(umbilical cord) 혹은 골수(bone marrow)로부터 분리, 정제가 쉽고 환자에게 투여하기 이전에 분화시키기도 용이하다는 장점을 가지고 있다. 이염백색질장애(Metachromatic leukodystrophy)는 Arylsulfatase A 효소의 결손에 의해 경련과 근력 저하 등을 일으키는 질병으로, 현재까지는 난치병으로 알려져 있으며 대개 발병 2-3년 이후에 사망하는 것으로 알려져 있다. 2013년 San Raffaele Scientific Institute의 Luigi Naldini 박사 연구팀은 렌티바이러스(Lantivirus)를 이용하여 환자의 골수와 말초혈액(peripheral blood)으로부터 추출한 조혈모세포에 arylsufatase A 유전자를 도입하여 이를 발병 초기의 어린 환자에게 투여(정맥 주사)하였다. 그 결과 해당 효소의 활성도가 증가함은 물론, 그에 따른 근력 저하 증상의 완화 등이 관찰하여 조혈모세포를 이용한 인간의 이염백색질장애 치료가 가능함을 보였다.
부신백질이영양증(X-linked Adrenoleukodystrophy, ALD)은 긴 사슬의 지방산(very long chain fatty acid)이 제대로 분해되지 않고 신경계에 머물러 신경계와 부신에 영향을 미치는 치명적인 질병이다. 2017년 하버드 의대의 David A. Williams 교수 연구팀은 부신백질이영양증을 일으키는 ABCD1(ATP-binding cassette (ABC) transporters) 돌연변이를 앞선 방법과 비슷하게 렌티바이러스를 이용하여 정상적인 ABCD1 유전자를 도입하여 치료하는 방법을 보고하였고, 이를 통해 치료가 진행되는 약 2년 동안 17명의 환자 중 15명(88%)에서 질병의 진행이 중단되는 것을 확인하였다.
두 유전자 치료법 모두 환자 본인의 조혈모세포를 이용하였기 때문에 면역장애인 이식편대숙주병(graft-versus-host disease)을 일으키지 않았고, 질병의 증상 완화하고 질병의 진행을 중단시키는 현상을 보여주어 줄기세포를 이용한 유전자 치료가 난치병을 포함하는 인간 질병의 치료에 이용될 수 있음을 보여주었다.
환자의 골수에서 직접 추출한 조혈모세포 뿐 아니라 환자에게서 유래한 유도만능줄기세포와 3세대 유전자 가위인 CRISPR-CAS9을 이용한 유전자 치료법 역시 보고되었다. CRISPR-CAS9을 이용하여 환자에게서 유래한 유도만능줄기세포의 돌연변이 유전자를 정상으로 되돌리고 체내에서 조혈모세포로 분화하도록 하여 해당 돌연변이에 의한 질환을 가진 쥐에게 투여하였을 때 정상적인 유전자 및 단백질 발현은 물론, 질환에 의한 증상이 완화됨을 보였다. 하지만 CRISPR-CAS9은 원하는 유전자가 아닌 다른 유전자를 편집하는 경우 off-target effect가 있기 때문에 인간에 적용하는 것에는 연구가 더 필요할 것으로 보인다.

### 신경줄기세포
신경줄기세포(neural stem cell)는 신경아교종(glioma)치료와 관련이 있다. 신경아교종은 뇌에 생기는 종양으로, 이러한 종양세포들이 정상적인 뇌 조직을 파괴하고 뇌 속을 돌아다녀 치료가 까다로운 질병으로 알려져 있다. 2016년 노스캐롤라이나 대학교의 Hingtgen 교수 연구팀은 유도신경줄기세포(iNSC, induced Neural Stem Cells)에 렌티바이러스 벡터를 이용하여 암세포의 죽음 수용체(death receptor)를 활성화 시켜 세포 사멸을 유도하는 TRAIL(Tumor Necrosis Factor-Related Apoptosis-Inducing Ligand) 유전자를 도입하여 인간의 신경아교종을 가진 쥐의 뇌에 주사하는 유전자 치료법을 보고하였다. 그 결과 신경아교종을 가진 쥐의 뇌에서 2주 만에 종양의 크기가 현저하게 줄어든다는 사실을 발견하여, 인간에서도 난치병인 신경아교종의 치료 가능성을 보여주었다.
많은 사람들이 정상적인 유전자를 갖는 바이러스 벡터를 넣어주는 방식으로 줄기세포 유전자 치료제를 개발했다면, City of Hope Medical Center의 Karen Aboody 박사 연구팀은 다른 방식인 enzyme and prodrug therapy로 줄기세포를 이용한 유전자 치료에 접근했다. 신경아교종 치료제로 알려진 5-fluorocytosine(5-FC)은 cytosine deaminase(CD) 효소에 의해 5-fluorouracil로 변하며 주변에 있는 분열 중인 암세포들을 죽이게 된다. Karen Aboody 박사 연구팀은 레트로바이러스(retrovirus)를 이용하여 신경줄기세포에 CD를 도입하여 악성(high-grade) 신경아교종을 가진 인간의 뇌에 투여했고, 이 치료 방법은 신경아교종의 완치를 이루어내진 못했지만 환자들의 수명을 유의미하게 증가시켰다.

### 중간엽 줄기세포

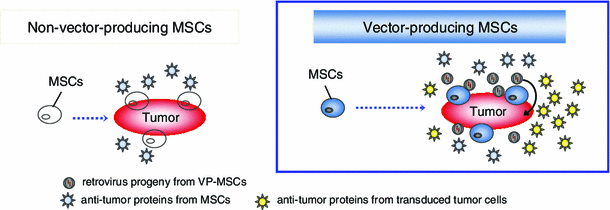
중간엽 줄기세포를 이용한 유전자 치료의 모식도. 바이러스 벡터에 암 억제 유전자를 도입하는 방식으로 이용할 수 있을 것으로 예상됨

중간엽 줄기세포(mesenchymal stem cell)는 골수, 지방조직 그리고 탯줄 등으로부터 추출하기 쉬운 줄기세포로, 손상을 입거나 염증이 생긴 조직, 그리고 암 조직에 축적되는 것으로 알려져 있다. 그렇기 때문에 이들은 이미 재생의학(regenerative medicine)이나 이식편대숙주병(graft-versus-host disease)을 치료하는 데 사용되고 있다. 암 조직에도 역시 중간엽 줄기세포가 축적되기 때문에 유전자 치료에 이용할 수 있는 가능성이 있다. 하지만 아직 이에 대해 보고된 바는 없으며, 종양 괴사 인자 알파를 유도하는 유전자의 도입이 중간엽 줄기세포를 이용한 유전자 치료에 이용될 수 있을 것이라고 Keiya Ozawa 박사 팀이 제안하고 있다.

### 한계
줄기세포를 이용한 치료는 면역 거부 반응, 다른 조직으로 이동하여 엉뚱하게 분화하는 문제 그리고 줄기세포가 암세포로 변할 수 있는 문제 등을 가지고 있다. 유전자 치료의 경우는 바이러스를 이용하기 때문에 바이러스에 의한 독성과 염증 반응, 유전자 삽입에 의한 돌연변이 그리고 줄기세포 치료와 마찬가지로 면역 거부 반응을 일으킬 수 있다는 문제 등을 가지고 있다. 줄기세포를 이용한 유전자 치료는 이 두 가지 치료가 합쳐진 것이기 때문에 두 치료 방법의 문제들을 모두 공유하고 있다. 생물학적 위험성이나 치료 효과와는 별개로 치료하는데 비용이 많이 든다는 단점 역시 가지고 있다.
또한 줄기세포가 체내에서 오래 머무르기 때문에 부작용을 시간을 가지고 지켜봐야 하며 질병의 완화와 치료 효과의 지속성 역시 관찰과 연구가 추가적으로 필요하다.

## 속성
고전적 의미의 줄기세포는 두 가지 속성을 가지고 있다. 
- 자가 복제: 분화되지 않은 상태를 유지하면서 수많은 세포 분열을 할 수 있는 능력.
- 분화능: 다른 종류의 특정 세포로 분화할 수 있는 능력. 엄밀한 의미에서 전능세포 또는 만능세포가 되기 위해 필요하다.

다분화능 간세포와 단분화능 간세포는 때때로 줄기세포라고 언급되기도 한다.

## 매커니즘
두 가지 메커니즘은 줄기 세포의 개체 수가 유지 되는 것을 보장하기 위해 존재한다. 
1. 필수 비대칭 복제 줄기 세포: 하나의 줄기세포는 원래 줄기 세포와 동일한 하나의 모세포와 하나의 분화된 딸세포로 나뉜다.
2. 확률적 분화: 하나의 줄기세포가 두 개의 딸세포로 나뉠 때, 다른 줄기세포는 유사분열을 겪고, 원래의 것과 동일한 두 줄기세포를 만들어낸다.

## 식별
실제로는 줄기 세포를 그들이 조직을 재생할 수 있는지 여부에 의해 식별한다. 예를 들어서 골수 또는 조혈 줄기 세포(HSC)에 대한 정의 테스트는 세포를 이식 하여 조혈모세포 없이 개체로 저장 하는 것이다. 이것은 세포가 장기간에 걸쳐 새로운 혈액 세포를 생산 할 수 있는 것을 보여준다. 또한 다른 개체로 HSC 없이 이식 될 수 있는 줄기세포를 이식된 개체로부터 분리하는 것도 가능할 것이다.
줄기세포의 특성은 실험실에서 분화능과 자가복제를 통해 단일 세포를 평가하는 집락형성 분석법(clonogenic assay)과 같은 방법을 이용하여 보여 줄 수 있다. 줄기세포는 또한 세포 표면 표식(Surface Marker)의 구별되는 집단을 가지고 있음으로써 분리될 수 있다. 그러나 체외 배양 조건은 세포의 행동을 변화시킴으로써 실제로 세포가 어떻게 행동하는지 불분명하게 만든다. 몇몇 성체 줄기세포 집단이 실제로 줄기 세포인지에 대해서는 상당한 논의가 있다.

## 연표

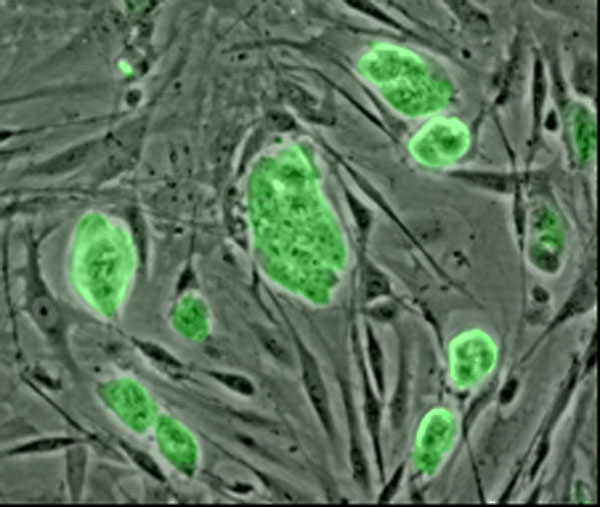
생쥐의 배아줄기 세포

- 1908년:  러시아 알렉산드르 막시모프가 베를린 혈액학회에서 줄기세포(stem cell)라는 용어를 제안했다.
- 1952년:  미국 최초로 수정란 분할로 개구리 복제에 성공했다.
- 1963년:  캐나다 토론토 대학교의 어니스트 매컬럭과 제임스 틸이 최초로 줄기세포의 존재를 증명했다.
- 1978년:  영국 인간복제에 초석이 되는 시험관 아기를 최초로 탄생시켰다. 그러면서 Hematopoietic 줄기 세포는 인간의 제대혈에서 발견된다는 사실을 알아내었다.
- 1983년:  미국 수정란 분할로 쥐를 복제했다.
- 1997년:  영국 체세포 복제로 복제 양 돌리를 탄생시켰다. 국내에서 줄기세포의 주목된 시기
- 1998년:  미국 위스콘신 의과대학교의 발생 생물학자인 제임스 톰슨(1958년 출생)은 인간의 배아줄기세포를 잉여 수정란에서 세계 최초로 분리하여 배양하였다. 연구 결과는 1998년 11월 6일 사이언스에 게재되었다.
- 2004년:  대한민국 서울대학교 황우석 교수가 인간 난자를 이용한 배아줄기세포 복제를 성공했다고 발표했지만 이는 거짓으로 밝혀졌다
- 2005년:  영국 킹스턴 대학교 콜린 머거킨 교수는 세포 증식(Cell Proliferation) 최신호에 발표한 연구보고서에서 "우리는 배아줄기세포와 성체줄기세포의 성질을 모두 가진 특별한 세포군을 최초로 발견했다"라고 밝혔다. 국제우주정거장 관련 기술을 사용해 무중력 상태에서 세포를 배양했다. 배아는 생명윤리논란을 불렀는데, 이번 연구에서는 배아가 아니라 제대혈에서 세포를 추출했다.[7]
- 2007년:  미국 올리버 스미시스(82. 노스캐롤라이나 대학교), 마리오 카페치(70. 유타 대학교),  영국 마틴 에반스(66. 카디프 대학교)가 배아줄기세포 연구로 노벨 생리학·의학상을 수상했다. 유전자 치료법이라는 현대 의학의 새로운 개념이 정립되었다.[8] 이들은 유전자 적중법(gene-targeting)을 이용해 특정 유전자를 조작한 생쥐의 배아줄기세포를 만들고 이를 이용하여 세계 최초로 특정유전자가 변형된 완전한 생쥐를 만들어냈다.[8]
- 2013년:  미국 9년 전 황우석 박사가 세계 최초로 성공했다고 발표했다가 거짓말로 드러났던 인간 배아줄기세포 복제를 미국이 세계 최초로 성공했다. 오리건 과학 대학교 슈크라트 미탈리포프 박사팀은 2013년 5월 15일(현지시간) 과학잡지 셀에 여성 난자에서 핵을 제거한 자리에 다 자란 피부 세포를 주입해 6개의 복제 배아를 만들어 다양한 세포로 분화하는 데 성공했다고 발표했다.  오송첨단의료진흥재단 이효상 박사는 배아복제, 경상대 수의대 출신 강은주 박사는 줄기세포를 담당해 논문의 공동저자에 이름을 올렸다. 미탈리포프 박사팀은 한 번에 난자 수백 개가 파괴됐던 기존 연구와 달리 이번엔 난자 2개 중 1개가 성공해 확률을 수백 배 끌어올렸다.[9][10][11]

인간에게 적용될 수 있는 줄기세포의 다양한 쓰임새.

## 가치
줄기세포의 불멸성과 다분화성은 사람의 발생 과정의 연구를 위한 좋은 실험 모델(in vitro model)을 제공한다. 줄기세포의 분화과정을 연구함으로써 발생 및 분화과정에 작용하는 유전자들을 밝히게 되며, 이러한 연구는 사람의 유전체 지도가 완성되면 가속될 것으로 예상된다. 또 줄기세포로부터 얻은 균질한 사람의 조직이나, 세포를 대상으로 약물검사, 독성검사를 수행하게 됨으로써 신약개발이 활발해질 것이다. 그러나 무엇보다도 줄기세포가 미래에 갖는 최고의 가치는 훼손된 조직을 대체할 수 있는 세포나 조직을 다량으로 얻을 수 있게 되어 난치성 질병의 치료에 이용할 수 있다는 점이다. 
예를 들면 퇴행성 뇌질환의 하나인 파킨슨병은 도파민을 생성하는 신경세포가 사멸됨으로써 유발되며, 치료법으로는 태아의 뇌조직을 이식하는 것이 가장 효과적인 방법으로 알려져 있다. 하지만 태아 뇌조직은 매우 한정되어 있을 뿐만 아니라, 많은 윤리적, 사회적 문제를 야기시킨다. 줄기세포로부터 도파 민성 신경원세포의 분화를 유도시키는 방법을 개발하면 도파민성 신경원세포를 다량으로 얻어 파킨슨병 환자에게 이식할 수 있을 것이다. 또, 인슐린을 분비하는 β세포를 다량으로 얻게 될 경우, 인슐린 주사에 의존하는 제1형 당뇨병 환자를 치료할 수 있을 것이다.
뿐만 아니라 120경에 달하는 현재의 세계 의료 시장을 전부 재편할 수 있는 꿈의 재생의학으로 가치는 갈수록 수직 상승하고 있다.

### 동물 임상실험 단계
동물 실험 단계에서 허혈성 뇌졸중(뇌경색)을 치료하기 위한 줄기세포치료 매개물질 발견 등 인간 뇌경색 환자를 위한 치료제 개발이 진행 중에 있다. 무릎 연골 재생의 경우, 토끼를 대상으로 줄기세포 덩어리를 구슬모양으로 뭉쳐 무릎에 이식하여, 인공조직을 만드는 방법으로 뼈와 연골을 재생하였다.

## 논쟁
줄기세포는 의학적 측면을 비롯하여 인류에게 새로운 지평을 열어줄 것으로 예상된다. 하지만 사람의 배아를 이용하는 줄기세포의 특성상 인간의 존엄성과 관련된 논쟁을 불가피할 것으로 보이며 현재도 다양한 논쟁이 진행되고 있다.
1. 태아 사용에 관한 논쟁

줄기세포 연구가 진행되기 위해서는 주머니배(blastocysts)를 이용하여 줄기세포를 추출해 내야 한다. 하지만 그것이 태아로 발현될 수 있다는 이유로 실험을 위해 인간의 생명을 빼앗는 것이 아니냐는 논쟁이 진행된다. 이에 관해서 종교나 신념의 논쟁 또한 무시할 수 없다. 근본적으로 주머니배를 생명으로 볼 수 있는지 없는지에 관한 질문이 수반되는 논쟁이다.

## 생명윤리법
대부분의 국가들은 생명윤리법을 제정하고 있으며, 한국은 생명윤리 및 안전에 관한 법률이 있다. 동법은 배아줄기세포를 만들기 위해 생명체로 자랄 수 있는 배아(신선배아)를 이용하는 행위를 금지하고 있다. 줄기세포를 추출하고 나면 배아가 파괴될 수밖에 없기 때문이다. 따라서 정자와 수정되지 않은 난자(미수정란)나 불임치료 후 남아 폐기할 예정인 배아(냉동 배아)만 쓸 수 있다. 기증 난자로는 연구할 수 없다. 황우석 박사는 기증 난자를 사용했으나, 법률개정 전이었다.
그러나 미국은 기증 난자로 연구하는 것을 허용하고 있다. 2006년 6월 하버드 대학교는 기증 난자를 사용해 체세포 배아복제 연구를 시작했다. 2013년 황우석 박사의 연구방식과 거의 비슷한 방식으로 배아줄기세포 복제를 9년 만에 성공했는데(황우석 박사의 연구방식은 이미 이전부터 줄기세포를 연구하던 사람들이 사용하던 것으로 황우석 박사의 것이 특별하다고 할 수 없다), 이 때도 황우석 박사처럼 기증 난자를 사용했다.

## 같이 보기
- 황우석
- 분열조직
- 존 거든
- 세포 치료
- 야마나카 신야

## 참고 문헌
- madang.ajou.ac.kr/~ydpark/lectures/.../S20050609PCW.ppt
- kdcp.hallym.or.kr/education/StemCell05.ppt
- biosci.snu.ac.kr/includes/download.php?file=2-2
- 에비뉴 여성의원 조병구 원장[모호한 표현]
- 두산동아 백과사전
- Allessandra Biffi(2013). "Lentiviral hematopoietic stem cell gene therapy benefits metachromatic leukodystrophy" Science 341(6148) doi: 10.1126/science.1233158
- Florian Eichler(2017). "Hematopoietic Stem-Cell Gene Therapy for Cerebral Adrenoleukodystrophy" The New England Journal of Medicine 377:1630-1638 DOI: 10.1056/NEJMoa1700554
- Juli R. Bagó(2016). "Therapeutically engineered induced neural stem cells are tumour-homing and inhibit progression of glioblastoma" Nature Communications 7:10593 doi: 10.1038/ncomms10593.